# کردها در عراق
کردها در عراق (کردی: کوردانی باشووری کوردستان / کوردانی عێڕاق) به مردمی که در کردستان عراق زاده شده و اصالت کردی دارند، گفته می‌شود. کردها بزرگ‌ترین اقلیت قومی در عراق هستند و بین ۱۵ تا ۲۰ درصد از جمعیت عراق (۶ تا ۸ میلیون نفر) را تشکیل می‌دهند.

کردها در عراق